# Neaera bahamensis
Neaera bahamensis är en tvåvingeart som beskrevs av Townsend 1919. Neaera bahamensis ingår i släktet Neaera och familjen parasitflugor.
Artens utbredningsområde är Bahamas. Inga underarter finns listade i Catalogue of Life.